# Goran Prpić
Goran Prpić né le 4 mai 1964 à Zagreb, est un ancien joueur de tennis professionnel yougoslave puis croate.

## Carrière
Sa carrière sur le circuit ATP a débuté en 1984 et s'est terminée en 1996.
Il a remporté un titre en simple (chez lui, à Umag) et un autre en double.
Avec Goran Ivanišević, il a décroché la médaille de bronze en double aux Jeux olympiques de Barcelone pour la Croatie (en 1992).
À noter : associé à Monica Seles, son succès en Hopman Cup 1991 (double mixte) pour le compte de la Yougoslavie.
Il a atteint le 16e rang mondial le 29 juillet 1991.
Il avait la particularité de jouer avec une impressionnante genouillère à un genou.
Il est le capitaine de l'équipe de Croatie de Coupe Davis de 2006 à 2011.

## Palmarès

### Titre en simple messieurs
| No | Date       | Nom et lieu du tournoi | Catégorie    | Dotation  | Surface      | Finaliste        | Score         |  |
| -- | ---------- | ---------------------- | ------------ | --------- | ------------ | ---------------- | ------------- |  |
| 1  | 14-05-1990 | Yugoslav Open, Umag    | World Series | 147 500 $ | Terre (ext.) | Goran Ivanišević | 6-3, 4-6, 6-4 |  |

### Finales en simple messieurs
| No | Date       | Nom et lieu du tournoi | Catégorie    | Dotation  | Surface      | Vainqueur    | Score         |  |
| -- | ---------- | ---------------------- | ------------ | --------- | ------------ | ------------ | ------------- |  |
| 1  | 24-07-1989 | MercedesCup, Stuttgart |              | 275 000 $ | Terre (ext.) | Martín Jaite | 6-3, 6-2      |  |
| 2  | 15-04-1991 | Philips Open, Nice     | World Series | 225 000 $ | Terre (ext.) | Martín Jaite | 3-6, 7-6, 6-3 |  |

### Titre en double messieurs
| No | Date       | Nom et lieu du tournoi | Catégorie    | Dotation  | Surface      | Partenaire         | Finalistes                  | Score         |  |
| -- | ---------- | ---------------------- | ------------ | --------- | ------------ | ------------------ | --------------------------- | ------------- |  |
| 1  | 30-07-1990 | Sanremo Open Sanremo   | World Series | 225 000 $ | Terre (ext.) | Mihnea-Ion Năstase | Ola Jonsson Fredrik Nilsson | 3-6, 7-6, 6-3 |  |

### Finale en double messieurs
| No | Date       | Nom et lieu du tournoi          | Catégorie    | Dotation  | Surface      | Vainqueurs             | Partenaire   | Score    |  |
| -- | ---------- | ------------------------------- | ------------ | --------- | ------------ | ---------------------- | ------------ | -------- |  |
| 1  | 15-03-1993 | Grand-Prix Hassan II Casablanca | World Series | 175 000 $ | Terre (ext.) | Mike Bauer Piet Norval | Ģirts Dzelde | 7-5, 7-6 |  |

### Titre en double mixte
| No | Date       | Nom et lieu du tournoi | Catégorie | Dotation    | Surface    | Partenaire   | Finalistes                  | Score        |          |
| -- | ---------- | ---------------------- | --------- | ----------- | ---------- | ------------ | --------------------------- | ------------ | -------- |
| 1  | 27-12-1990 | Hopman Cup III Perth   | ITF       | 400 000 AU$ | Dur (int.) | Monica Seles | Zina Garrison David Wheaton | 3 matchs à 0 | Parcours |

## En Grand Chelem
- Open d'Australie : quart de finaliste en 1991.
- Internationaux de France : quart de finaliste en 1993.